# Canton de Blainville
Le canton de Blainville est une ancienne circonscription administrative de la Manche ayant existé de 1793 à 1801 (an IX). Il avait pour chef-lieu Blainville-sur-Mer.
Il a été remplacé par le canton de Saint-Malo-de-la-Lande (lui-même disparu en 2015 à la suite du redécoupage cantonal de 2014 en France).